# لطف‌الله مشعل
لطف‌الله مشعل (پشتو: لطف‌الله مشعل؛ زادهٔ ۱ ژانویهٔ ۱۹۷۱) سیاست‌مدار، نویسنده و شاعر اهل افغانستان است. وی سخنگوی امنیت ملی افغانستان بوده است. او همچنین مدت زمانی به عنوان والی لغمان مشغول به کار بود.</ref> 